# October (canción)
«October» es la séptima canción del disco homónimo de la banda irlandesa U2 del año 1981. Además se encuentra incluida como pista escondida al final del compilado The Best of 1980-1990 y es la única canción perteneciente a October.

## Historia
Esta canción hizo su debut en vivo en el October Tour el 16 de agosto de 1981 en la que era seguida de "I Fall Down", otra canción del mismo álbum donde The Edge también tocaba el piano. 
En 1982, fueron editadas en casete y vinilo dos versiones diferentes de October para la banda de sonido de "They Call it an Accident". Una de ellas instrumental y la otra un remix similar a la versión original pero con un agregado instrumental al final, ambas mezcladas por Wally Badarou.